# Musil
Musil je priimek v Sloveniji in tujini. Po podatkih Statističnega urada Republike Slovenije je na dan 1. januarja 2010 v Slovenjiji uporabljalo ta priimek 10 oseb.  

## Znani slovenski nosilci priimka
- Manica K. Musil, oblikovalka, ilustratorka in arhitektka
- Vojko Musil (*1945), kemik in šahist

## Znani tuji nosilci priimka
- František Musil (*1964), češki hokejist
- Karl Musil, prvak dunajskega baleta
- Radek Musil (*1973), češki rokometaš
- Robert Musil (1880—1942), avstrijski pisatelj